# Gordon Ramsay's 24 Hours to Hell and Back
Gordon Ramsay's 24 Hours to Hell and Back es un reality show estadounidense que se estrenó en Fox el 13 de junio de 2018.
Protagonizada por el chef Gordon Ramsay, la serie muestra sus viajes por Estados Unidos, visitando restaurantes en decadencia en su camión semirremolque «Hell On Wheels», de 70 pies de largo, que se convierte en una cocina móvil de alta tecnología, en la que los chefs se reciclan. Al principio, se envía un equipo a inspeccionar en secreto el restaurante, y Ramsay finalmente entra de incógnito en el interior. Luego trata de abordar los problemas y revivir cada restaurante mediante el reentrenamiento del personal y la actualización del menú, lo que culmina con el relanzamiento del restaurante con una gran reapertura al público después de extensas renovaciones, todo en sólo 24 horas. El formato es similar a los de otros programas como Hotel Hell, Kitchen Nightmares, y Restaurant: Impossible.
El 27 de junio de 2018, se anunció que Fox había renovado el programa para una segunda temporada, que se estrenó el 2 de enero de 2019. El 26 de julio de 2019, se anunció que el programa fue renovado para una tercera temporada, que se estrenó el 7 de enero de 2020.

## Formato
La serie sigue a Gordon Ramsay mientras conduce a través de los Estados Unidos para ayudar a renovar y renovar restaurantes en dificultades y en decadencia en su cocina móvil de última generación y centro de comando, Hell On Wheels. En el mundo actual, impulsado por los medios de comunicación social, todo el mundo es un crítico gastronómico aficionado, y los restaurantes a menudo se encuentran a una mala crítica de cerrar sus puertas. Por lo tanto, Ramsay trata de traer a cada uno de estos restaurantes fallidos de vuelta del borde del desastre - todo en sólo 24 horas. 
En primer lugar, envía a su equipo para grabar la vigilancia secreta. Luego, va de incógnito, disfrazándose de cliente, para experimentar los problemas de primera mano. Finalmente, trae a su equipo de diseñadores, decoradores, chefs y más para transformar estos restaurantes con renovaciones y rediseños magníficamente impresionantes, nuevos menús frescos y esperanza para el futuro. Todo esto se desarrolla hasta el final de las 24 horas, cuando se realizan las grandes reaperturas de estos restaurantes para el público.

## Episodios
| Temporada | Temporada | Episodios | Episodios | Emisión original    | Emisión original      |
| Temporada | Temporada | Episodios | Episodios | Primera emisión     | Última emisión        |
| --------- | --------- | --------- | --------- | ------------------- | --------------------- |
|           | 1         | 8         | 8         | 13 de junio de 2018 | 15 de agosto de 2018  |
|           | 2         | 10        | 10        | 2 de enero de 2019  | 3 de marzo de 2019    |
|           | 3         | 10        | 10        | 7 de enero de 2020  | 25 de febrero de 2020 |